# Club Atletico 3 de Febrero

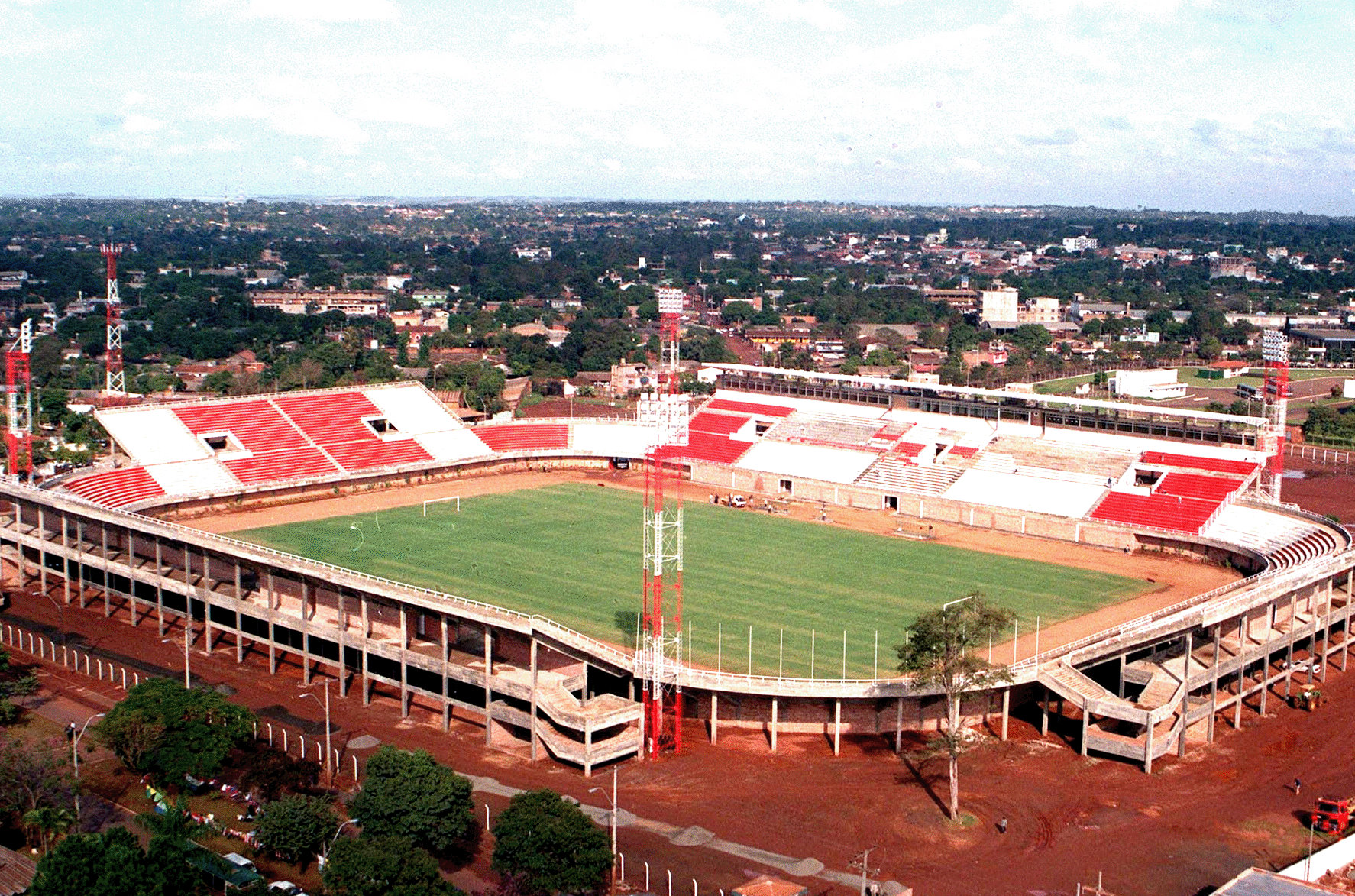
Estadio Antonio Oddone Sarubbi

Club Atlético 3 de Febrero is een Paraguayaanse voetbalclub uit Ciudad del Este. De club werd opgericht op 20 november 1970. De thuiswedstrijden worden in het Estadio Antonio Oddone Sarubbi gespeeld, dat plaats biedt aan 28.000 toeschouwers. De clubkleuren zijn rood-wit. In 2011 degradeerde de club naar de División Intermedia, de op een na hoogste divisie.

## Erelijst
Nationaal
- Tweede Divisie

Winnaar: (2) 2004, 2013
- Derde Divisie

Winnaar: (1) 2000

## Eindklasseringen
| Seizoen | A/C | №  | Clubs | Divisie             | Duels | Winst | Gelijk | Verlies | Doelsaldo | Punten |
| ------- | --- | -- | ----- | ------------------- | ----- | ----- | ------ | ------- | --------- | ------ |
| 2007    | A   | 5  | 12    | Liga Paraguaya      | 22    | 8     | 6      | 8       | 23–25     | 30     |
| 2007    | C   | 11 | 12    | Liga Paraguaya      | 22    | 5     | 4      | 13      | 21–41     | 19     |
| 2008    | A   | 7  | 12    | Liga Paraguaya      | 22    | 8     | 3      | 11      | 32–40     | 27     |
| 2008    | C   | 9  | 12    | Liga Paraguaya      | 22    | 6     | 6      | 10      | 27–31     | 24     |
| 2009    | A   | 12 | 12    | Liga Paraguaya      | 22    | 5     | 2      | 15      | 21–47     | 17     |
| 2009    | C   | 8  | 12    | Liga Paraguaya      | 22    | 7     | 5      | 10      | 24–35     | 26     |
| 2010    | A   | 10 | 12    | Liga Paraguaya      | 22    | 5     | 4      | 13      | 17–32     | 19     |
| 2010    | C   | 10 | 12    | Liga Paraguaya      | 22    | 4     | 7      | 11      | 19–34     | 19     |
| 2011    | A   | 8  | 12    | Liga Paraguaya      | 22    | 5     | 8      | 9       | 23–31     | 23     |
| 2011    | C   | 11 | 12    | Liga Paraguaya      | 22    | 4     | 6      | 12      | 29–41     | 18     |
| 2012    |     | 7  | 16    | División Intermedia | 30    | 12    | 6      | 12      | 45–41     | 42     |
| 2013    |     | 1  | 16    | División Intermedia | 30    | 12    | 16     | 2       | 43–29     | 52     |
| 2014    | A   | 12 | 12    | Liga Paraguaya      | 22    | 2     | 8      | 12      | 22–44     | 14     |
| 2014    | C   | 8  | 12    | Liga Paraguaya      | 22    | 7     | 4      | 11      | 22–35     | 25     |
| 2015    |     | 8  | 16    | División Intermedia | 30    | 8     | 16     | 6       | 27–18     | 43     |
| 2016    |     | 8  | 16    | División Intermedia | 30    | 11    | 8      | 11      | 41–35     | 41     |

## Bekende (oud-)spelers
- Óscar Cardozo

## Trainer-coaches
- Eduardo Rivera (2010)
- Saturnino Arrúa (2011)
- Rui Capela (2011)
- Daniel Lanata (2011)
- Oscar Paulín (2011)
- Luis Blanco (2011)
- Alicio Solalinde (2012)
- Márcio Marolla (2014–)